# Giacomo Fontana
Giacomo Fontana, auch Jakob Fontana (* 1710 in Szczuczyn, Woiwodschaft Podlachien; † 13. April 1773 in Warschau) war ein polnischer Architekt des Barocks, der vor allem in Warschau wirkte. Er war Hofarchitekt des letzten polnischen Königs und wurde im Jahr 1764 in den Adelsstand erhoben. Fontana war der Sohn des aus Mendrisio Kanton Tessin nach Polen eingewanderten Architekten Józef Fontana und ein Bruder von Jan Kanty Fontana (1731–1800). Der Ehemann seiner Schwester Marianne Magdalene war Johann Georg Plersch.

## Leben
Seinen Beruf erlernte er beim Vater, im Anschluss studierte er in Norditalien, in Rom, Paris und Wien. Sein erstes Werk – noch unter der Aufsicht seines Vaters – war die Errichtung der Türme der Piaristenkirche in Łowicz. Zusammen mit seinem Vater errichtete er auch die Franziskanerkirche in Warschau (eingesegnet 1737) nach einem Entwurf von Giovanni Battista Ceroni aus Valsolda. 1737 kehrte er nach Warschau von seinen Studienaufenthalten in Norditalien und Rom sowie Paris und Wien zurück; danach begann er eine selbstständige Tätigkeit als Architekt und Baumeister. Nach dem Tode seines Vaters 1741 übernahm Giacomo Fontana dessen Geschäfte.
Im Jahr 1742 begann Fontana die geodätische Vermessung aller Warschauer Bauwerke. Ab 1743 erhielt Fontana als nunmehr renommierter Fachmann zahlreiche Aufträge von Adligen und Klostervorstehern. Für die Warschauer Franziskanerkirche entwarf er 1750 die Hauptfassade, die jedoch 1788 von Josef Boretti umgestaltet wurde. 1750 erhielt er auch von Jan Klemens Branicki den Auftrag zum Umbau des Branicki-Schlosses in Białystok. Eustachy Potocki beauftragte ihn mit dem Umbau seiner Residenz in Radzyń Podlaski. Zu seinen ständigen Mitarbeitern gehörte u. a. der Bildhauer Johann Georg Plersch.
Nach der Thronerhebung des Kunstmäzenen Stanislaus II. August Poniatowski wurde Fontana zum polnischen Hofarchitekten berufen. Er förderte in der zweiten Hälfte des 18. Jahrhunderts den Übergang vom Rokoko zum Klassizismus in der polnischen Architektur.

## Bauwerke (Auswahl)
- Bau der Piaristen-Schule Collegium Nobilium in Warschau (1743)
- Umbau des Malachowski-Palais in Warschau (1750)
- Ausbau des Branicki-Palastes in Warschau (1750–1754)
- Umbau des Potocki-Palastes in Radzyń Podlaski (1750–1758)
- Umbau der Innenräume des Warschauer Königsschlosses (ab 1751)
- Umbau des Bieliński-Palastes in Otwock Wielki (1750–1760)
- Fassade der Kreuzkirche in Warschau (ab 1753)
- Bau der Bernhardinerkirche in Góra Kalwaria (1755–1759)
- Umbau des Warschauer Lubomirski-Palastes (ab 1760)
- Umbau des Palastes der Krakauer Bischöfe in Warschau (1760–1762)
- Umbau des Potocki-Palastes in Warschau (1760–1762)
- Umbau des Młodziejowski-Palastes (bis 1771)
- Bau des Karaś-Palastes (1769–1772)
- Bau des sogenannten Mokronowski-Palastes (1770/71)
- Treppenhaus im Branicki-Palast in Białystok
- Teilnahme beim Entwurf des Sanguszko-Palastes in Isjaslaw (Ukraine)
- Umbau des Prażmowski-Palais in Warschau
- Entwurf zum Umbau des Warschauer Jabłonowski-Palastes (1773)

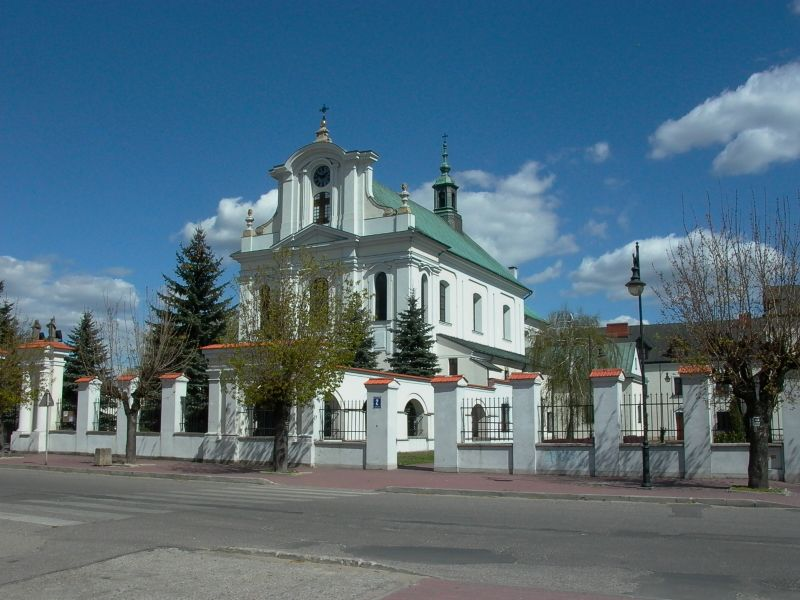
Kirche in Góra Kalwaria
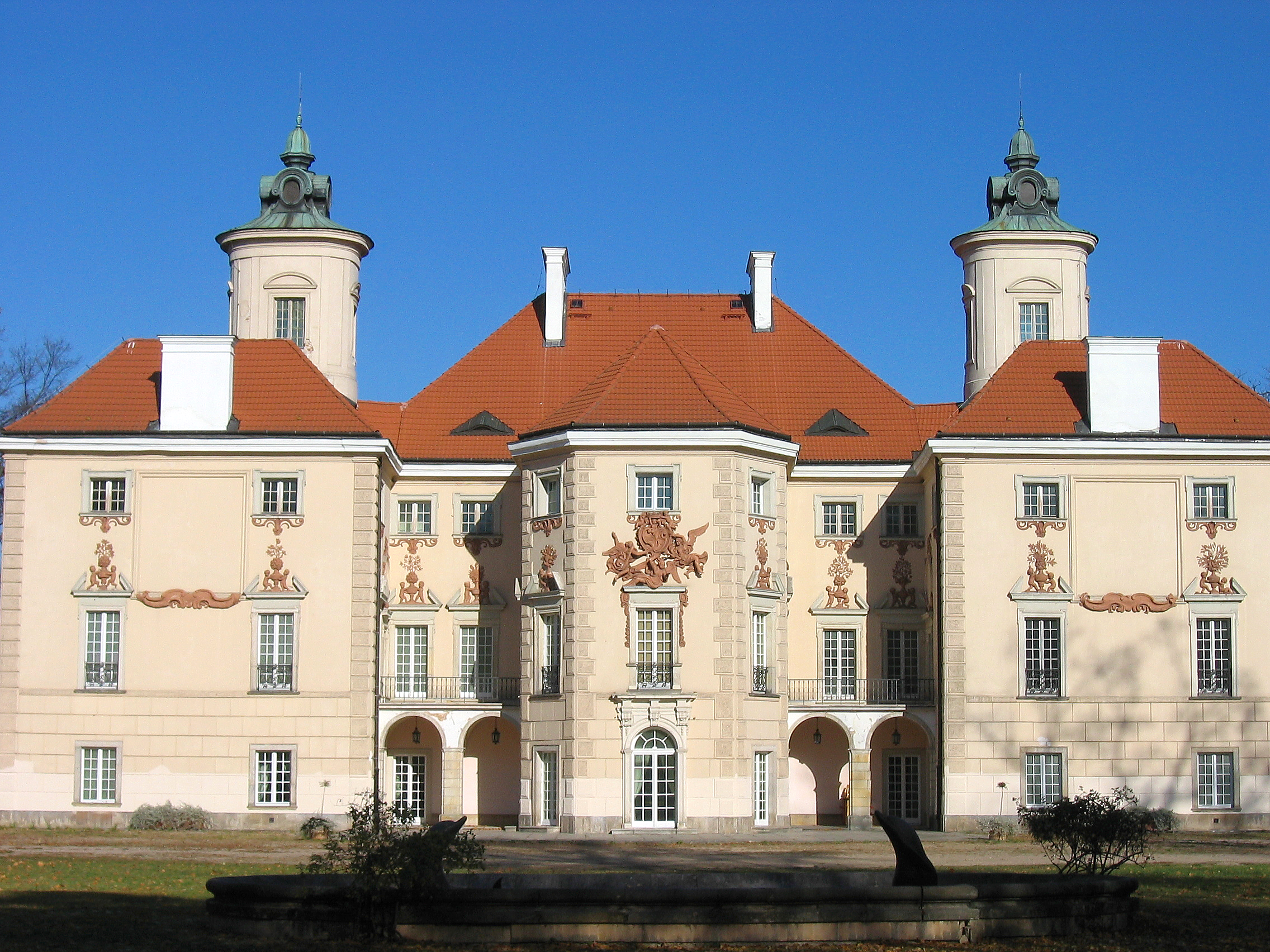
Palast in Otwock Wielki
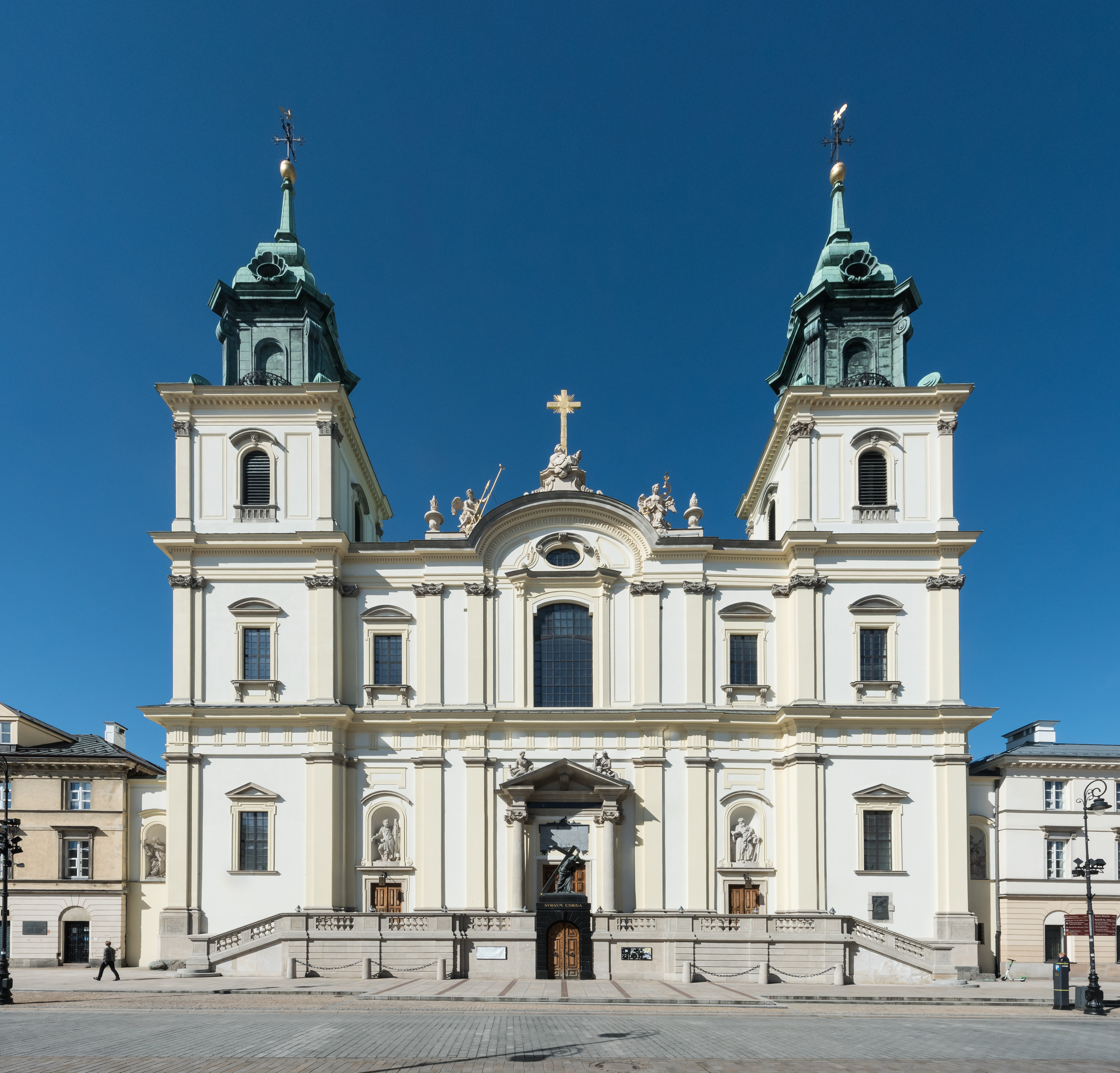
Kreuzkirche in Warschau
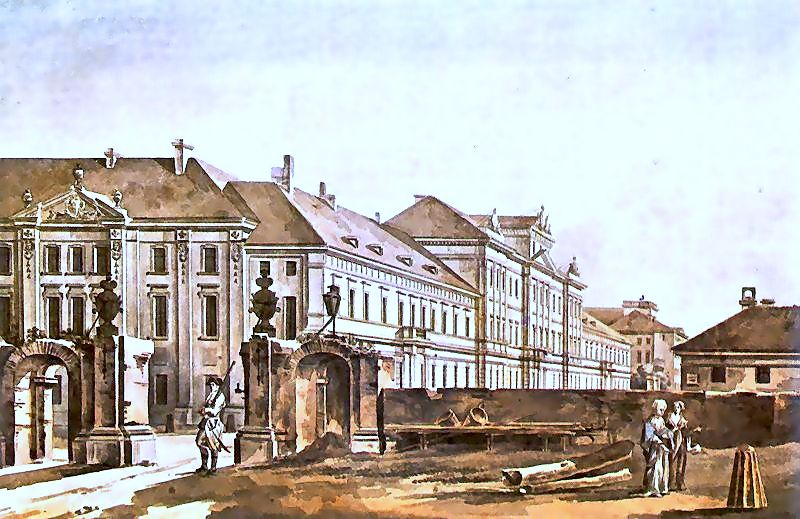
Collegium Nobilum in Warschau